# Daisy (Luisiana)

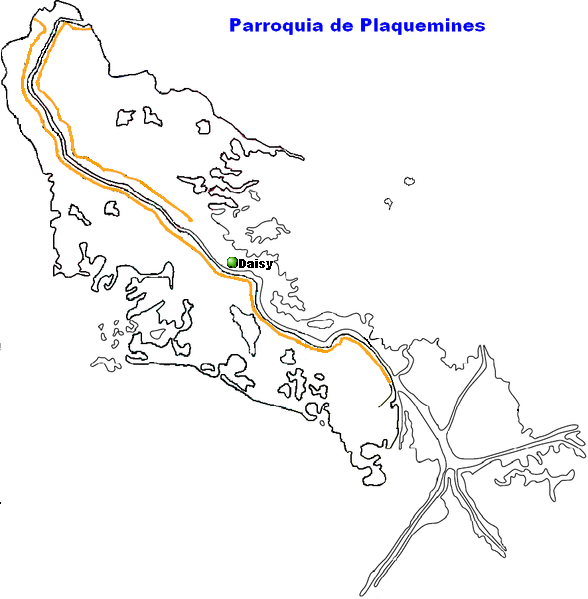
Localización de Daisy en el mapa de la Parroquia de Plaquemines.

Daisy es una pequeña comunidad ubicada sobre el delta del Misisipi, dentro de la parroquia de Plaquemines, en el estado de Luisiana, Estados Unidos.

## Geografía
La localidad de Daisy se localiza en 29°27′47″N 89°38′58″O / 29.46306, -89.64944. Esta comunidad posee sólo dos metros de elevación sobre el nivel del mar, convirtiéndola una zona proclive a las inundaciones. Su población se compone de menos de doscientos habitantes. Esta comunidad se localiza a sesenta y nueve kilómetros de Nueva Orleans la principal ciudad de todo el estado, y a 553 kilómetros del aeropuerto internacional más cercano, el (IAH) Houston George Bush Intercontinental Airport.